# Cocobacilo

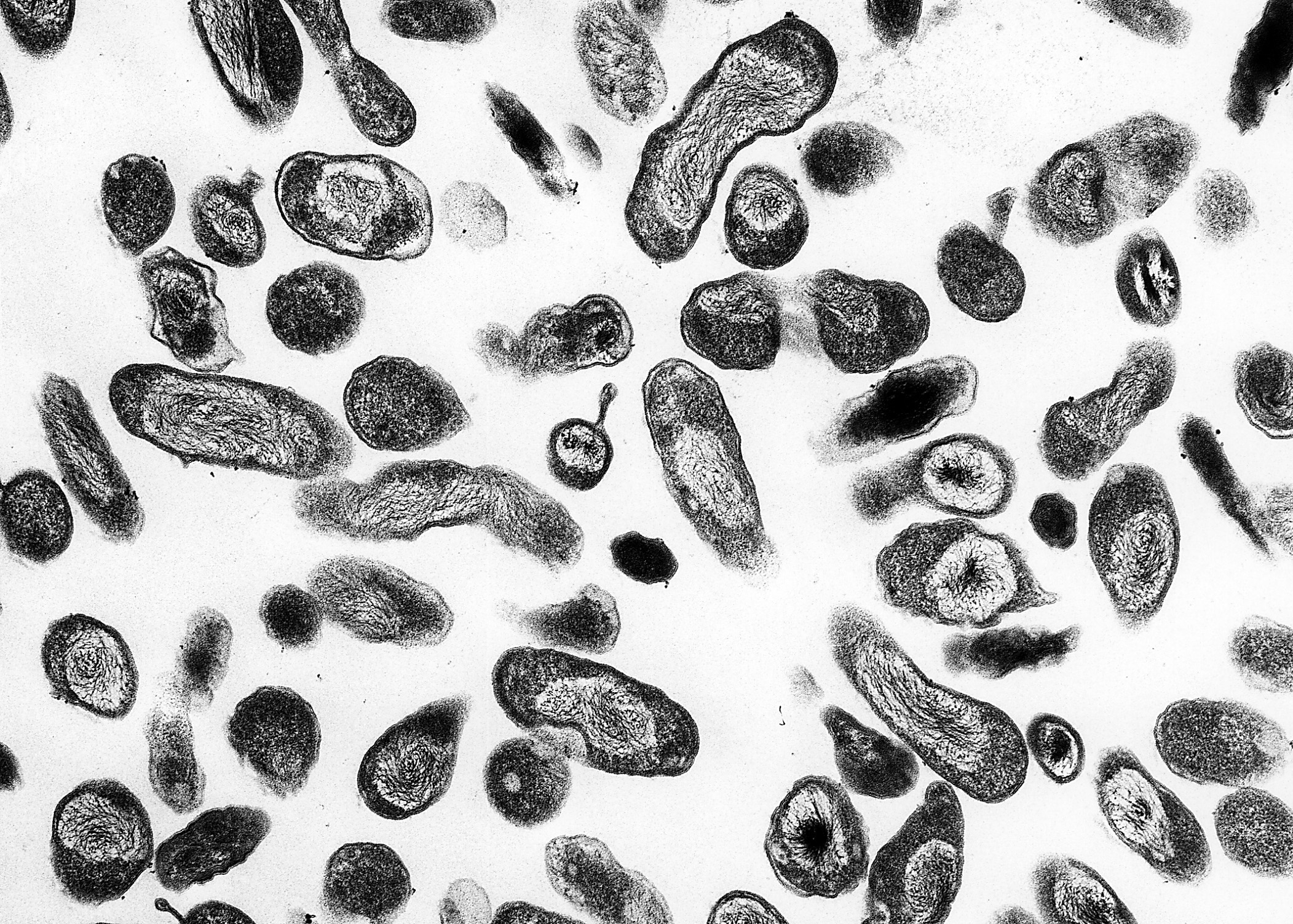
Coxiella burnetii

Cocobacilos são um tipo de bactéria com uma forma intermédia entre os cocos (bactérias esféricas) e os bacilos (bactérias com forma de bastonete). Por essa razão, os cocobacilos têm forma de bastonetes muito curtos que podem ser confundidos com cocos. Haemophilus influenzae, Gardnerella vaginalis, e Chlamydia trachomatis são exemplos de cocobacilos. Aggregatibacter actinomycetemcomitans é um cocobacilo gram-negativo prevalente em placas subgengivais. Estirpes de Acinetobacter podem desenvolver-se em meios sólidos como cocobacilos. Bordetella pertussis é um cocobacilo gram-negativo que causa a tosse convulsa(coqueluche).
Coxiella burnetti é também um cocobacilo. As bactérias do género Brucella são cocobacilos medicamente relevantes causadores de brucelose. Haemophilus ducreyi, é outro cocobacilo gram-negativo medicamente importante, sendo a causa do cancro mole, uma doença sexualmente transmissível.